# جون داف روبرتسون
جون داف روبرتسون هو سياسي كندي، ولد في 26 مارس 1873، وتوفي في 1939. انتخب عضو المجلس التشريعي من ساسكاتشوان.